# Cassina de' Gatti
Cascina Gatti (Cassina di Gatt  in dialetto milanese, AFI: [kaˈsina diˈɡat], detta anche Cassina (de') Gatti e anticamente Ca' de' Gatti) è un quartiere inserito nell'area urbana di Sesto San Giovanni di cui occupa la parte orientale al confine con Cologno Monzese. Costituì un comune autonomo fino al 1869.

## Storia
La piccola località rurale di Cassina de' Gatti, di antica origine, costituiva un comune compreso nella Corte di Monza, parte del Ducato di Milano. In origine il borgo si chiamava Sundro, dal termine longobardo sundrium (terreno mantenuto e lavorato dai padroni per conto proprio e con l'opera di servi), a testimonianza della forte influenza dei Longobardi nell'area, già a partire dal VI secolo.
Registrata agli atti del 1751 come un villaggio milanese di 120 abitanti, alla proclamazione del Regno d'Italia nel 1805 la Cassina risultava avere 165 residenti. In età napoleonica il comune di Cassina de' Gatti venne soppresso e aggregato per la prima volta al limitrofo comune di Sesto San Giovanni, dalla cui parrocchia aveva sempre dipeso; recuperò poi l'autonomia con l'istituzione del Regno Lombardo-Veneto.
Nel 1853 il comune di Cassina de' Gatti contava 460 abitanti, nel 1861 ne aveva 570. Il comune venne aggregato a Sesto San Giovanni nel 1869, riproponendo l'antico modello napoleonico ed ecclesiastico.